# Parlamentswahl auf den Malediven 2019
Die Parlamentswahl auf den Malediven 2019 (Parliamentary elections) war die 11. Parlamentswahl auf den Malediven.

## Wahl
Die Wahlen wurden am 6. April 2019 abgehalten. Die Maledivische Demokratische Partei gewann mit einem herausragenden Ergebnis 65 der 87 Sitze in der Madschlis (Nationalversammlung).
Die 87 Sitze in der Madschlis wurden in Wahlkreisen mit jeweils einem Kandidaten im Mehrheitswahlsystem (first-past-the-post system) ermittelt. Vor den Wahlen war die Zahl der Sitze noch von 85 auf 87 erhöht worden, Malé erhielt zwei neue Sitze; Machangoalhi Central wurde von Malé Central abgespalten, und Hulhu-Henveiru wurde in zwei neue Wahlkreise aufgeteilt: Henveiru West und Hulhumalé.

## Wahlkampf
Vor den Wahlen gab es Gespräche über die Bildung einer Allianz der Opposition. Die Maledivische Demokratische Partei (MDP), die Jumhooree Party (JP), die Adhaalath Party (AP) und der ehemalige Präsident Maumoon Abdul Gayoom trafen sich und vereinbarten, dass die MDP in 40 % der Wahlkreise antreten würde, die JP in 25 %, die Unterstützer von Gayoom in 20 % und die AP in 15 % der Wahlkreise. Die MDP erwog jedoch in den Wahlen eigenständig anzutreten, nachdem ihre vorgeschlagene Sitzverteilung als zu niedrig abgelehnt worden war.
Im Dezember 2018 verkündete die Progressive Party of Maldives (PPM) die Namen von 42 Kandidaten für die Wahlen, inklusive der 24 bisherigen Abgeordneten. Später in dem Monat verkündete jedoch der ehemalige Präsident Abdulla Yameen, dass er die Partei verlassen würde und sich dem People’s National Congress (PNC) anschließen würde aufgrund eines Rechtsstreits über die Führung der PPM. Der PNC war von dem Parlamentarier Abdul Raheem Abdulla von Fonadhoo mit Unterstützung von Yameen gegründet worden, und wurde bald darauf von Abdulla Khaleel von Faafu Nilandhoo unterstützt. PPM und PNC verkündeten später eine Allianz für die Wahl. Zwei andere Parteien, die Maldives Labour and Social Democratic Party und die Maldives Third Way Democrats wurden in Vorbereitung für die Wahlen ebenfalls gegründet.
Die MDP veranstaltete Vorwahlen im Januar 2019 mit 279 Kandidaten, die sich für die 77 Sitze beworben hatten; in neun Wahlkreisen gab es nur einen potentiellen Kandidaten, während es keine Kandidaten für den Hauptsitz der PPM in Faafu Nilandhoo gab. Die Abstimmung war für die 86.000 Parteimitglieder offen. Fünf Parlamentarier im Amt wurden dabei abgewählt. Der ehemalige Präsident Mohamed Nasheed wurde als Kandidat für Machangoalhi Central gewählt.

## Ergebnisse
Bereits in den ersten Ergebnissen zeigte sich, dass die Maledivische Demokratische Partei mindestens 59 Sitze erringen würde. Letztendlich gewann sie 65 der 87 Sitze. Damit war erstmals seit Einführung einer demokratischen Regierung 2008 eine einzelne Partei an der Macht ohne die Notwendigkeit einer Koalition. Zudem wurde erstmals eine Partei mit einer Zweidrittel-Mehrheit gewählt, wodurch die Regierung sogar in der Lage ist Richter abzusetzen.
Der ehemalige Präsident Mohamed Nasheed wurde für Central Machchangoalhi gewählt, fünf Monate nach seiner Rückkehr aus dem Exil. Damit wurde er der erste ehemalige Präsident, der ins Parlament gewählt wurde. Er soll in der Legislaturperiode auch Parteiführer der MDP sein. 264.442 Stimmen wurden abgegeben, 4.800 davon waren ungültig.

Sitzverteilung in der Maledivische Madschlis.

| Partei                                           | Sitze |
| ------------------------------------------------ | ----- |
| Maledivische Demokratische Partei (MDP)          | 65    |
| Jumhooree Party (JP)                             | 5     |
| Progressive Party of Maldives (PPM)              | 5     |
| People’s National Congress (Malediven) (PNC)     | 3     |
| Maldives Development Alliance                    | 2     |
| Adhaalath Party (AP)                             | 0     |
| Maldives Labour and Social Democratic Party (LP) | 0     |
| Dhivehi Rayyithunge Party (DRP)                  | 0     |
| Maldives Third Way Democrats                     | 0     |
| Unabhängige                                      | 7     |